# جگت گوسائین
جگت گوسائین (هندی: जगत गोसाईं; درگذشته ۱۹ آوریل ۱۶۱۹) به‌معنی «کدبانوی جهان»، ملکه همسر در امپراتوری گورکانیان و به عنوان همسر امپراتور مغول، جهانگیر و مادر جانشین او، پنجمین امپراتور مغول شاه جهان، بود. او همچنین با نام مانوتی بائی (هندی: मानवती बाई) و با لقب پس از مرگ از تاج بی‌بی بلقیس مکانی شناخته می‌شود.
او متولد راجپوت بود و شاهزاده ماروار (جودپور کنونی) بود و دختر راجا اودای سینگ (شناخته شده به عنوان موتا راجا) از اشراف هند بود.